# Miss Guinea
Miss Guinea (en francés: Miss Guinée) es un concurso de belleza nacional en Guinea. Se encarga de seleccionar a las representantes del país para los concursos Miss Mundo, Miss Universo y Miss Cosmo.

## Ganadoras
| Año  | Miss Guinea               | Región         |
| ---- | ------------------------- | -------------- |
| 1987 | Hadja Kadiatou Seth Conté | Conakri        |
| 2008 | Hann Fatoumata            | Conakri        |
| 2009 | Ary Sidibé                | Kankan         |
| 2010 | Fatoumata Kandé           | Conakri        |
| 2011 | Salimatou Keita           | Conakri        |
| 2012 | Koulako Kaba              | Conakri        |
| 2014 | Halimatou Diallo          | Conakri        |
| 2015 | Mama Aïssata Diallo       | Conakri        |
| 2016 | Safiatou Baldé            | Conakri        |
| 2017 | Asmaou Diallo             | Conakri        |
| 2019 | Mariame Touré             | Conakri        |
| 2023 | Saran Kourouma            | Conakri        |
| 2024 | Tiguidanké Bérété         | Conakri        |
| 2025 | Por determinar            | Por determinar |

## Representación internacional

### Miss Mundo Guinea
: Declarada como ganadora
     : Terminó como finalista
     : Terminó como una de las semifinalistas o cuartofinalistas
     : Terminó como ganadora de premios especiales
| 2023 | Makia Bamba | No clasificó | | | |
| 2022 | Miss Mundo 2021 se reprogramó para el 16 de marzo de 2022 debido al brote de pandemia de COVID-19 en Puerto Rico, no comenzó ninguna edición en 2022 | Miss Mundo 2021 se reprogramó para el 16 de marzo de 2022 debido al brote de pandemia de COVID-19 en Puerto Rico, no comenzó ninguna edición en 2022 | Miss Mundo 2021 se reprogramó para el 16 de marzo de 2022 debido al brote de pandemia de COVID-19 en Puerto Rico, no comenzó ninguna edición en 2022 | Miss Mundo 2021 se reprogramó para el 16 de marzo de 2022 debido al brote de pandemia de COVID-19 en Puerto Rico, no comenzó ninguna edición en 2022 | Miss Mundo 2021 se reprogramó para el 16 de marzo de 2022 debido al brote de pandemia de COVID-19 en Puerto Rico, no comenzó ninguna edición en 2022 |
| 2021 | Saran Bah | Top 40 | - Multimedia (Top 10) | | |
| 2017 | Asmaou Diallo | No clasificó | | | |
| 2016 | Safiatou Baldé | No clasificó | | | |
| 2015 | Mama Aissata Diallo | No clasificó | | | |
| 2014 | Halimatou Diallo | No clasificó | | | |
| 2013 | Mariama Diallo | No clasificó | | | |

### Miss Universo Guinea
: Declarada como ganadora
     : Terminó como finalista
     : Terminó como una de las semifinalistas o cuartofinalistas
     : Terminó como ganadora de premios especiales
| Año  | Región  | Miss Universo Guinea | Posición en Miss Universo | Premios especiales             | Notas |
| ---- | ------- | -------------------- | ------------------------- | ------------------------------ | ----- |
| 2024 | Conakri | Saran Bah            | No clasificó              | - Voice for Change (finalista) |       |

### Miss Cosmo
: Declarada como ganadora
     : Terminó como finalista
     : Terminó como una de las semifinalistas o cuartofinalistas
     : Terminó como ganadora de premios especiales
| Año  | Región  | Miss Cosmo Guinea | Posición en Miss Cosmo | Premios especiales | Notas |
| ---- | ------- | ----------------- | ---------------------- | ------------------ | ----- |
| 2024 | Conakri | Saran Kourouma    | No clasificó           |                    |       |